# Calliurichthys izuensis
Calliurichthys izuensis és una espècie de peix de la família dels cal·lionímids i de l'ordre dels perciformes.

## Morfologia
- Els mascles poden assolir 9 cm de longitud total[3] i les femelles 8,3.[4]

## Hàbitat
És un peix marí, de clima temperat i demersal que viu entre 16-18 m de fondària.

## Distribució geogràfica
Es troba al Japó.

## Observacions
És inofensiu per als humans.